# تيدي نابليون
تيدي نابليون (بالإنجليزية: Teddy Napoleon)‏ هو عازف بيانو أمريكي، ولد في 23 يناير 1914 في بروكلين في الولايات المتحدة، وتوفي في 5 يوليو 1964.

## وصلات خارجية
- تيدي نابليون على موقع ميوزك برينز (الإنجليزية)
- تيدي نابليون على موقع أول ميوزيك (الإنجليزية)
- تيدي نابليون على موقع ديسكوغز (الإنجليزية)